# Hoya imbricata
Hoya imbricata ist eine Pflanzenart der Gattung der Wachsblumen (Hoya) aus der Unterfamilie der Seidenpflanzengewächse (Asclepiadoideae). Sie kommt in den Tieflandregenwäldern von Indonesien und den Philippinen vor und lebt in Symbiose mit Ameisen.

## Beschreibung

### Vegetative Merkmale

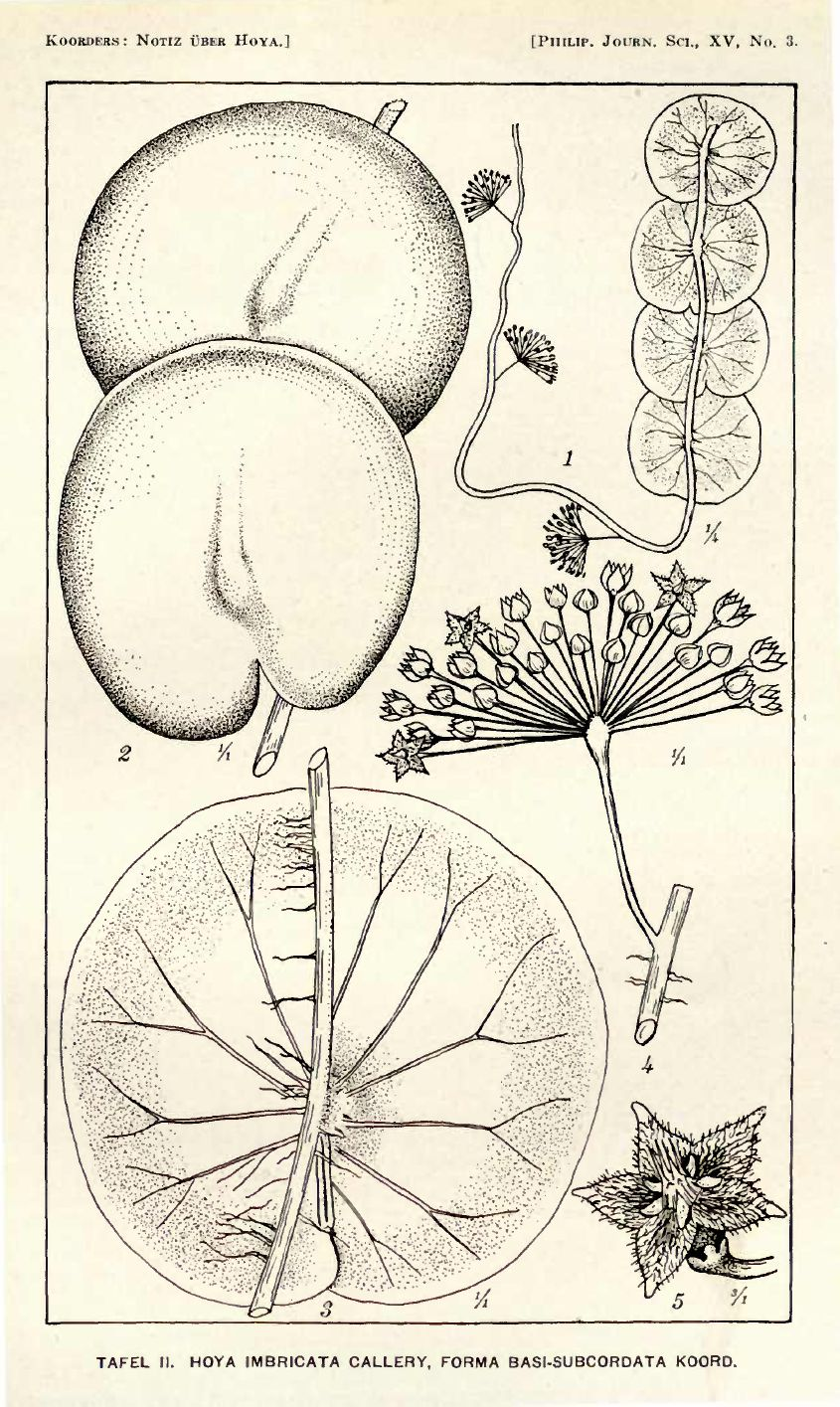
Illustration der Laubblätter und des Blütenstandes aus Koorders 1919, Tafel 2)

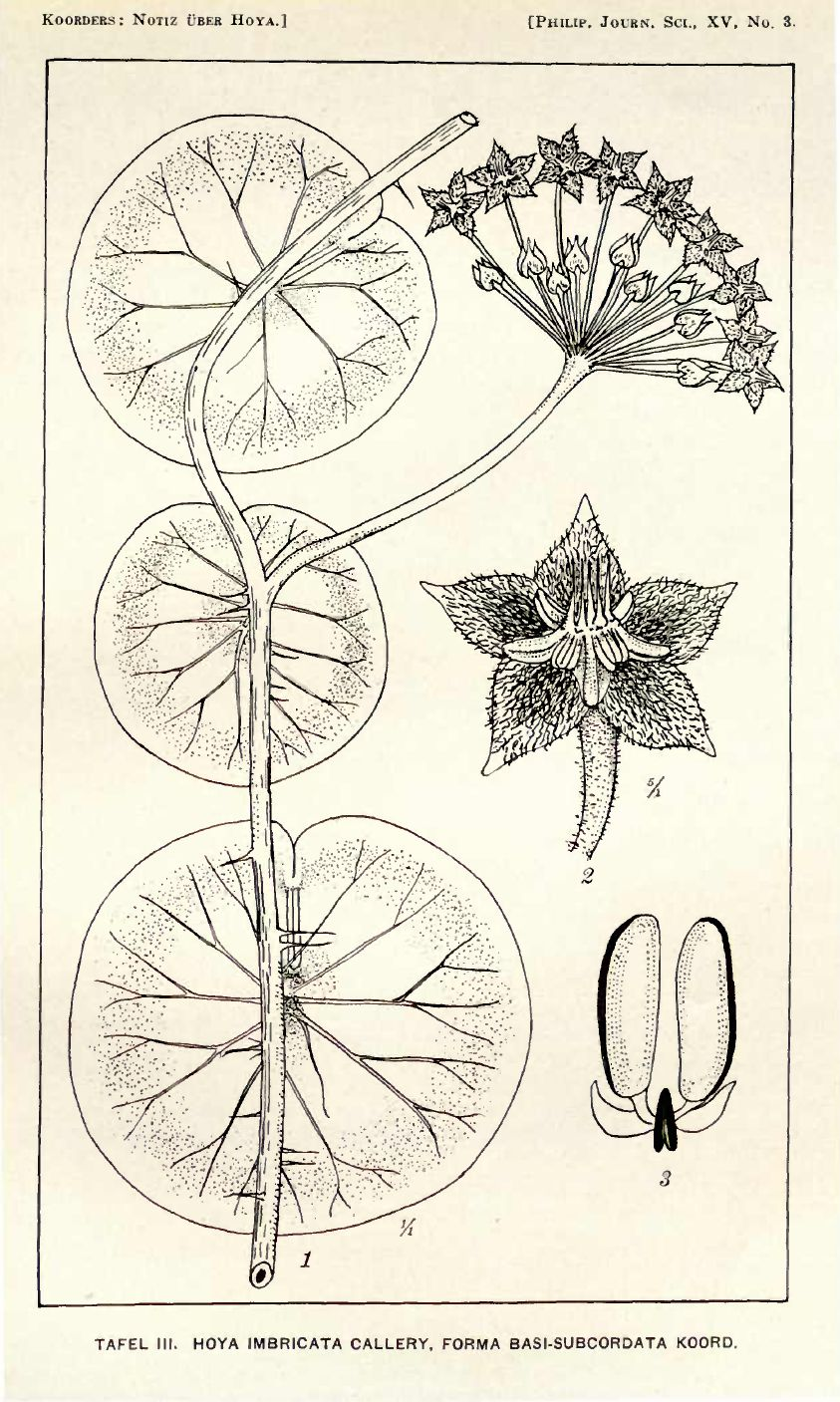
Unterseite der Laubblätter, Blütenstand, Blütenkrone und Pollinium

Hoya imbricata ist eine ausdauernde krautige Pflanze und wächst epiphytisch, kletternd mit Wurzeln an den Knoten sich am Untergrund verankernd. Die Sprossachse und die Laubblätter liegen dicht dem Substrat, meist der Rinde von Bäumen an. Die Sprossachsen können mehrere Meter lang werden. Die Laubblätter sind sehr kurz gestielt und überdecken Nodien und Internodien. Aus einem Knoten entspringt jeweils nur ein Blatt. Die dunkelgrünen, steifen, dünnen, uhrglasförmig gewölbten und schindelartig angeordneten Blattspreiten sind mit einem Durchmesser von 8 bis 10 Zentimetern rundlich bis fast quadratisch mit herzförmiger bis gerundeter Spreitenbasis. Die Blattunterseite ist purpurfarben und die dunkelgrüne -oberseite ist kahl, glänzend, gelegentlich mit silbernen Sprenkeln. 

### Generative Merkmale
Der kahle Blütenstandsschaft ist aufwärts gebogen und ist bis zu 10 Zentimeter lang. Der aufrechte, doldige Blütenstand weist einen Durchmesser von 6 bis 8 Zentimetern und 15 bis 28 Blüten auf, die eine gerade Abschlusskante bilden. Die Blütenstiele sind unterschiedlich lang und kahl. 
Die zwittrigen Blüten sind radiärsymmetrisch und fünfzählig. Die kahlen Kelchblätter sind schmal, elliptisch und spitz auslaufend. Die cremefarbene bis hellgelbe Blütenkrone hat einen Durchmesser von 8 bis 10 Millimetern. Die dünnen, sehr langen und fein zugespitzten Kronblattzipfel sind stark zurückgebogen und außen kahl, innen dicht, fein behaart. Die Nebenkrone ist weißlich bis hellgelb. Der äußere Fortsatz der staminalen Nebenkronblattzipfel sind schmal rundlich und liegen flach, der innere Fortsatz ist elliptisch und steigt steil und hoch an. Die lang zugespitzten Fortsätze der Staubblätter überragen die Nebenkrone büschelartig. 
Die paarigen, spindelförmigen Balgfrüchte sind gerade bis leicht gebogen und zugespitzt; die Oberfläche ist glatt. Die braunen und schmalen Samen sind 7 Millimeter lang. Ihr Haarschopf ist bis zu 14 Millimeter lang.

## Synökologie
Hoya imbricata lebt in Symbiose mit Ameisen, Arten der Gattung Philidris (Drüsenameisen/Dolicoderinae). Diese Ameisen sind Aasfresser und Jäger, bauen unter den uhrglasförmig, dem Substrat angelegten Blättern ihre Nester. Die durch die Blätter gebildeten und durch Ameisen besiedelten Hohlräume werden auch „Myrmecodomatien“ genannt. Freie Nester dieser Arten sind nicht bekannt, allerdings nutzt im Falle von Hoya imbricata dieselbe Philidris-Art verschiedene „Ameisenpflanzen“ zur Anlage ihrer Nester (hier auch die ähnlich gestalteten Blätter von Dischidia imbricata). Die Arbeiterinnen von Philidris tragen auch Erdpartikel und Detritus in ihre Nester ein. Außerdem sammeln sich Kutikula-Reste von erbeuteten Insekten, aber auch toten Arbeiterinnen sowie Kot in den Mymecodomatien unter den Blättern an. Die in diese Hohlräume einwachsenden Wurzel der Wirtspflanze finden daher ein nährstoffreiches Substrat vor. Die Ameisen leisten einen nicht zu unterschätzenden Beitrag zur Nährstoffversorgung der Aufsitzerpflanzen. Symbiosen von Pflanzen mit Ameisen sind seit dem Miozän mehrfach in Afrika und Südostasien entstanden.

## Vorkommen
Hoya imbricata kommt in Indonesien (Sulawesi) und den Philippinen vor. Sie wächst in den tropischen Regenwäldern bevorzugt an Mangobäumen (Mangifera indica), seltener auch an Brotfruchtbäumen (Artocarpus altilis) und anderen Baumarten.

## Taxonomie und Systematik
Die Erstbeschreibung von Hoya imbricata erfolgte 1844 durch Joseph Decaisne. Synonyme für Hoya imbricata Decne. sind: Hoya maxima Teijsm. & Binn., Conchophyllum maximum H.Karst., Hoya imbricata var. basi-subcordata Koord. und Hoya pseudomaxima Koord.
Man kann zwei Unterarten unterscheiden:
- Hoya imbricata subsp. imbricata: Sie kommt auf den Philippinen und auf Sulawesi vor.[5]
- Hoya imbricata subsp. megapollinia Kloppenb.: Sie kommt auf den Philippinen vor.[5]

## Belege